# Campionati italiani di taekwondo del 2019
I Campionati italiani di taekwondo del 2019 sono stati organizzati dalla Federazione Italiana Taekwondo e si sono svolti all'interno del Palacasoria Domenico D'Alise di Casoria in Campania, in data 14-15 dicembre 2019.
L'evento, riservato alle cinture nere senior, ha assegnato medaglie in otto categorie di peso diverse sia agli uomini che alle donne.
Si è trattata della cinquantesima edizione dei campionati.

## Podi

### Uomini
| Categoria               | Partecipanti | Oro                                                | Argento                                            | Bronzo                                                                                         |
| fino a 54 kg (dettagli) | 19 atleti    | Nicolas Legari Ballerini (Asd Taekwondo Tricolore) | Andrea Conti (Asd Nrgym Taekwondo Arezzo)          | Antonio De Gaetano (Asd Tiger's Den) Nicola Elia (Fun Sport Center Catanzaro)                  |
| fino a 58 kg (dettagli) | 25 atleti    | Mattia Crescenzi (TKD Terracina 1984)              | Alex Semprini (Asd Taekwondo Olimpic Cattolica)    | Cosimo Dell Aquila (Asd New Marzial Mesagne) Pasquale Francesco Romito (Asd Hornets Taekwondo) |
| fino a 63 kg (dettagli) | 42 atleti    | Simone Crescenzi Esercito                          | Angelo Adda (Asd Canguro)                          | Emiliano Lo Pinto (Libertas TKD Club Jesi) Luca Lucerna (Asd Taekwondo Smile)                  |
| fino a 68 kg (dettagli) | 29 atleti    | Gabriele Caulo Esercito                            | Nickolas Pugliese (TKD Competition)                | Arturo Secondo (Asd Squadra Mediterranea) Davide Spinosa Fiamme Oro                            |
| fino a 74 kg (dettagli) | 27 atleti    | Mariano Bucolo (Asd Tiger's Den)                   | Samuele Baliva (Asd K2 Italia)                     | Pasquale Di Micco (Asd Taekwondo Caserta Hwa Rang Kwan) Gabriele Romano (Taekwondo Gold Team)  |
| fino a 80 kg (dettagli) | 13 atleti    | Simone Alessio Vigili del Fuoco                    | Luigi Valentino (Asd Condor)                       | Erminio Pilunni (Accademia del Taekwondo) Matteo Angelini (Asd Lo Zen)                         |
| fino a 87 kg (dettagli) | 11 atleti    | Roberto Botta Esercito                             | Luigi Traversa (Apd Accademia Dorica)              | Alexander Zadra (Zadra-Fighting Asv) Domenico Scavelli (Asd Centro Taekwondo Pisa)             |
| Oltre 87 kg (dettagli)  | 13 atleti    | Alfredo Talotti (Olimpo Futurama Taekwondo)        | Matteo Milani (Taekwondo Brunetti Cus Bergamo Asd) | Nicola La Mura (D&F Arabesque) Daniele Abbafati (Asd Taekwondo 16)                             |

### Donne
| Categoria               | Partecipanti | Oro                                         | Argento                                     | Bronzo                                                                                           |
| fino a 46 kg (dettagli) | 10 atlete    | Sofia Zampetti (Asd Centro Taekwondo Ostia) | Brigida Bernardi (Sport Village Genova)     | Isabella Chiumento (Asd Città di Piave) Francesca Cozzolino (Asd Aesse Taekwondo Academy)        |
| fino a 49 kg (dettagli) | 17 atlete    | Gaia Gavarone (Asd New Marzial Mesagne)     | Chiara Fiore (Accademia Taekwondo Perulli)  | Angela Pangallo (Centro TKD Pezzolla) Sofia Brignoli (Oneness Taekwondo Accademia)               |
| fino a 53 kg (dettagli) | 26 atlete    | Giada Al Halwani (Apd Accademia Dorica)     | Sarah Al Halwani (Apd Accademia Dorica)     | Valentina Sandrelli (Sport For You 2) Ellen Barbosa (Asd Elite Taekwondo Center)                 |
| fino a 57 kg (dettagli) | 18 atlete    | Paulina Armeria (Asd Fight Lab Taekwondo)   | Giada Iurlaro (Asd New Marzial Mesagne)     | Nora Adami (Asd Taekwondo Terlano) Chiara Lani (Soc Coop Activa Fit SD)                          |
| fino a 62 kg (dettagli) | 14 atlete    | Francesca Cuomo (Asd Bentis)                | Ylenia Bagnariol (Taekwondo Hwarang-Silla)  | Irene Novelli (TKD Competition) Benedetta Ferro (Centro Taekwondo Baselice)                      |
| fino a 67 kg (dettagli) | 9 atlete     | Daniela Rotolo Fiamme Oro                   | Dalila D'Ambra (Centro TKD Pezzolla)        | Cristina Gaspa Esercito Eliana Anniballi (Asd Lo Zen)                                            |
| fino a 73 kg (dettagli) | 7 atlete     | Natalia D'Angelo Fiamme Oro                 | Jolanda Maglione (Asd Squadra Mediterranea) | Serena Fiordelmondo (Taekwondo Club Ancona) Martina Cacciapaglia (Asd Kim Yu Sin Palo Del Colle) |
| Oltre 73 kg (dettagli)  | 7 atlete     | Laura Giacomini Carabinieri                 | Michela Sabba (Centro TKD Pezzolla)         | Alessandra Facciuto (Taekwondo Team Cirillo Luca) Martina Betto (Asd Aesse Taekwondo Academy)    |

## Medagliere società
| Pos. | Società                             | Oro | Argento | Bronzo |   |
| ---- | ----------------------------------- | --- | ------- | ------ | - |
| 1    | Esercito                            | 3   | 0       | 1      | 4 |
| 2    | Fiamme Oro                          | 2   | 0       | 1      | 3 |
| 3    | Apd Accademia Dorica                | 1   | 2       | 0      | 3 |
| 4    | Asd New Marzial Mesagne             | 1   | 1       | 1      | 3 |
| 5    | Asd Tiger's Den                     | 1   | 0       | 1      | 2 |
| 6    | Carabinieri                         | 1   | 0       | 0      | 1 |
| 6    | Vigili del Fuoco                    | 1   | 0       | 0      | 1 |
| 6    | Asd Bentis                          | 1   | 0       | 0      | 1 |
| 6    | Asd Centro Taekwondo Ostia          | 1   | 0       | 0      | 1 |
| 6    | Asd Fight Lab Taekwondo             | 1   | 0       | 0      | 1 |
| 6    | Asd Taekwondo Tricolore             | 1   | 0       | 0      | 1 |
| 6    | Olimpo Futurama Taekwondo           | 1   | 0       | 0      | 1 |
| 6    | TKD Terracina 1984                  | 1   | 0       | 0      | 1 |
| 7    | Centro TKD Pezzolla                 | 0   | 2       | 1      | 3 |
| 8    | Asd Squadra Mediterranea            | 0   | 1       | 1      | 2 |
| 8    | TKD Competition                     | 0   | 1       | 1      | 2 |
| 9    | Accademia Taekwondo Perulli         | 0   | 1       | 0      | 1 |
| 9    | Asd Canguro                         | 0   | 1       | 0      | 1 |
| 9    | Asd Condor                          | 0   | 1       | 0      | 1 |
| 9    | Asd K2 Italia                       | 0   | 1       | 0      | 1 |
| 9    | Asd Nrgym Taekwondo Arezzo          | 0   | 1       | 0      | 1 |
| 9    | Asd Taekwondo Olimpic Cattolica     | 0   | 1       | 0      | 1 |
| 9    | Sport Village Genova                | 0   | 1       | 0      | 1 |
| 9    | Taekwondo Brunetti Cus Bergamo Asd  | 0   | 1       | 0      | 1 |
| 9    | Taekwondo Hwarang-Silla             | 0   | 1       | 0      | 1 |
| 10   | Asd Aesse Taekwondo Academy         | 0   | 0       | 2      | 2 |
| 10   | Asd Lo Zen                          | 0   | 0       | 2      | 2 |
| 11   | Accademia del Taekwondo             | 0   | 0       | 1      | 1 |
| 11   | Asd Centro Taekwondo Pisa           | 0   | 0       | 1      | 1 |
| 11   | Asd Città di Piave                  | 0   | 0       | 1      | 1 |
| 11   | Asd Elite Taekwondo Center          | 0   | 0       | 1      | 1 |
| 11   | Asd Hornets Taekwondo               | 0   | 0       | 1      | 1 |
| 11   | Asd Kim Yu Sin Palo Del Colle       | 0   | 0       | 1      | 1 |
| 11   | Asd Taekwondo 16                    | 0   | 0       | 1      | 1 |
| 11   | Asd Taekwondo Caserta Hwa Rang Kwan | 0   | 0       | 1      | 1 |
| 11   | Asd Taekwondo Smile                 | 0   | 0       | 1      | 1 |
| 11   | Asd Taekwondo Terlano               | 0   | 0       | 1      | 1 |
| 11   | Centro Taekwondo Baselice           | 0   | 0       | 1      | 1 |
| 11   | D&F Arabesque                       | 0   | 0       | 1      | 1 |
| 11   | Fun Sport Center Catanzaro          | 0   | 0       | 1      | 1 |
| 11   | Libertas TKD Club Jesi              | 0   | 0       | 1      | 1 |
| 11   | Oneness Taekwondo Accademia         | 0   | 0       | 1      | 1 |
| 11   | Soc Coop Activa Fit SD              | 0   | 0       | 1      | 1 |
| 11   | Sport For You 2                     | 0   | 0       | 1      | 1 |
| 11   | Taekwondo Club Ancona               | 0   | 0       | 1      | 1 |
| 11   | Taekwondo Gold Team                 | 0   | 0       | 1      | 1 |
| 11   | Taekwondo Team Cirillo Luca         | 0   | 0       | 1      | 1 |
| 11   | Zadra-Fighting Asv                  | 0   | 0       | 1      | 1 |